# Лукачівка
Лукачі́вка — село в Україні, у Кельменецькій селищній громаді Дністровського району Чернівецької області.

## Географія
Через село тече річка Вілія, ліва притока Пруту.

## Історія
З 1991 року в складі незалежної України.
В 2021 році шляхом об'єднання сільських рад, село увійшло до складу Кельменецької селищної громади.

## Населення
Згідно з переписом УРСР 1989 року чисельність наявного населення села становила 850 осіб, з яких 347 чоловіків та 503 жінки.
За переписом населення України 2001 року в селі мешкало 748 осіб.

### Мова
Розподіл населення за рідною мовою за даними перепису 2001 року:
| Мова       | Відсоток |
| ---------- | -------- |
| українська | 96,14 %  |
| молдовська | 2,66 %   |
| російська  | 0,93 %   |
| білоруська | 0,27 %   |

## Відомі люди
- В селі народився Смолінський Микола Сергійович, відомий український журналіст.
- Ткач Михайло Миколайович (1932-2007) — український поет і кіносценарист.
- Городинський Іван Антонович — український лікар, журналіст-публіцист, літератор.
- Гордич Марина Петрівна — артистка цирку.
- Бабилюлько Валентина Іванівна, 27.06.1955 р., с. Лукачани. У 1988 р. закінчила факультет журналістики Київського держуніверситету ім. Т. Г. Шевченка. Працювала кореспондентом Кельменецького районного радіо, у редакції районної газети «Рідне слово», в органах державної районної виконавчої влади. З 2003 р. очолювала управління з питань інформаційної політики та преси Чернівецької обласної держадміністрації. Відтак — директором департаменту видавничої справи і преси Держтелерадіо України. Член НСЖУ, удостоєна звання «Заслужений журналіст України». Брала участь в упорядкуванні і випуску видання «Інформаційний простір Буковини».